# Gonzales (Louisiana)
Gonzales ist eine Kleinstadt (mit dem Status „City“) im Ascension Parish im US-amerikanischen Bundesstaat Louisiana. Das U.S. Census Bureau hat bei der Volkszählung 2020 eine Einwohnerzahl von 12.231 ermittelt.
Gonzales ist Bestandteil der Metropolregion um die Stadt Baton Rouge.

## Geografie
Gonzales liegt im mittleren Südosten Louisianas, unweit des linken Mississippiufers. Die geografischen Koordinaten von Gonzales sind 30°14′19″ nördlicher Breite und 90°55′12″ westlicher Länge. Das Stadtgebiet von Gonzales erstreckt sich über eine Fläche von 22 km².
Benachbarte Orte von Gonzales sind Galvez (8,4 km nordnordöstlich), Sorrento (9,3 km südöstlich), Burnside (11,2 km südlich), Donaldsonville (27,8 km südsüdwestlich), Geismar (11 km westsüdwestlich), Saint Gabriel (19 km westlich) und Prairieville (9,3 km nordwestlich).
Die nächstgelegenen größeren Städte sind Louisianas Hauptstadt Baton Rouge (31,1 km stromaufwärts in nordnordwestlicher Richtung) und Louisianas größte Stadt New Orleans (92,4 km stromabwärts in ostsüdöstlicher Richtung).

## Verkehr
Die Interstate 10 verläuft durch den Südwesten des Stadtgebiets von Gonzales. Parallel dazu verläuft durch den Nordosten der Stadt der auf diesem Abschnitt als Airline Highway bezeichnete U.S. Highway 61. Beide Straßen verbinden Baton Rouge mit New Orleans.
Neben dem US 61 verläuft für den Frachtverkehr eine Eisenbahnlinie der Kansas City Southern.
Mit dem Louisiana Regional Airport befindet sich am südlichen Stadtrand ein kleiner Flugplatz. Die nächsten Großflughäfen sind der Baton Rouge Metropolitan Airport (51 km nordwestlich) und der größere Louis Armstrong New Orleans International Airport (77,1 km ostsüdöstlich).

## Geschichte
Nachdem das Gebiet der heutigen Stadt abwechselnd zu Spanien und Frankreich gehört hatte, kam es 1803 durch den Louisiana Purchase zu den Vereinigten Staaten.
Im Jahr 1886 wurde in der kleinen Siedlung mit José Gonzáles (auch Joseph Gonzales) der erste Sheriff gewählt, nach dem die heutige Stadt benannt ist.
Im Jahr 1922 wurde der Ort durch Proklamation des Gouverneurs John M. Parker als Village of Gonzales inkorporiert. 1952 wurde der Gemeindestatus in „Town“ geändert.
Durch die Industrialisierung in den 1950er Jahren wuchs die Einwohnerzahl weiter. 1977 wurde sie Stadt schließlich durch Proklamation des Gouverneurs Edwin Edwards zur City of Gonzales erhoben.
Seit 1967 findet in Gonzales alljährlich das Jambalaya Festival statt.

## Bevölkerung
Nach der Volkszählung im Jahr 2010 lebten in Gonzales 9781 Menschen in 3673 Haushalten. Die Bevölkerungsdichte betrug 444,6 Einwohner pro Quadratkilometer. In den 3673 Haushalten lebten statistisch je 1359 Personen.
Ethnisch betrachtet setzte sich die Bevölkerung zusammen aus 48,8 Prozent Weißen, 44,2 Prozent Afroamerikanern, 0,2 Prozent amerikanischen Ureinwohnern, 1,1 Prozent Asiaten, 0,1 Prozent Polynesiern sowie 4,0 Prozent aus anderen ethnischen Gruppen; 1,6 Prozent stammten von zwei oder mehr Ethnien ab. Unabhängig von der ethnischen Zugehörigkeit waren 8,4 Prozent der Bevölkerung spanischer oder lateinamerikanischer Abstammung.
25,2 Prozent der Bevölkerung waren unter 18 Jahre alt, 62,6 Prozent waren zwischen 18 und 64 und 12,2 Prozent waren 65 Jahre oder älter. 52,4 Prozent der Bevölkerung war weiblich.
Das mittlere jährliche Einkommen eines Haushalts lag bei 47.640 USD. Das Pro-Kopf-Einkommen betrug 23.960 USD. 27,1 Prozent der Einwohner lebten unterhalb der Armutsgrenze.

## Persönlichkeiten
- Alicia Morton (* 1987), Film- und Theaterschauspielerin, Sängerin und Tänzerin

## Städtepartnerschaft
Seit 1985 besteht eine Städtepartnerschaft mit der französischen Stadt Meylan.